# 羅斯-豪曼理工學院

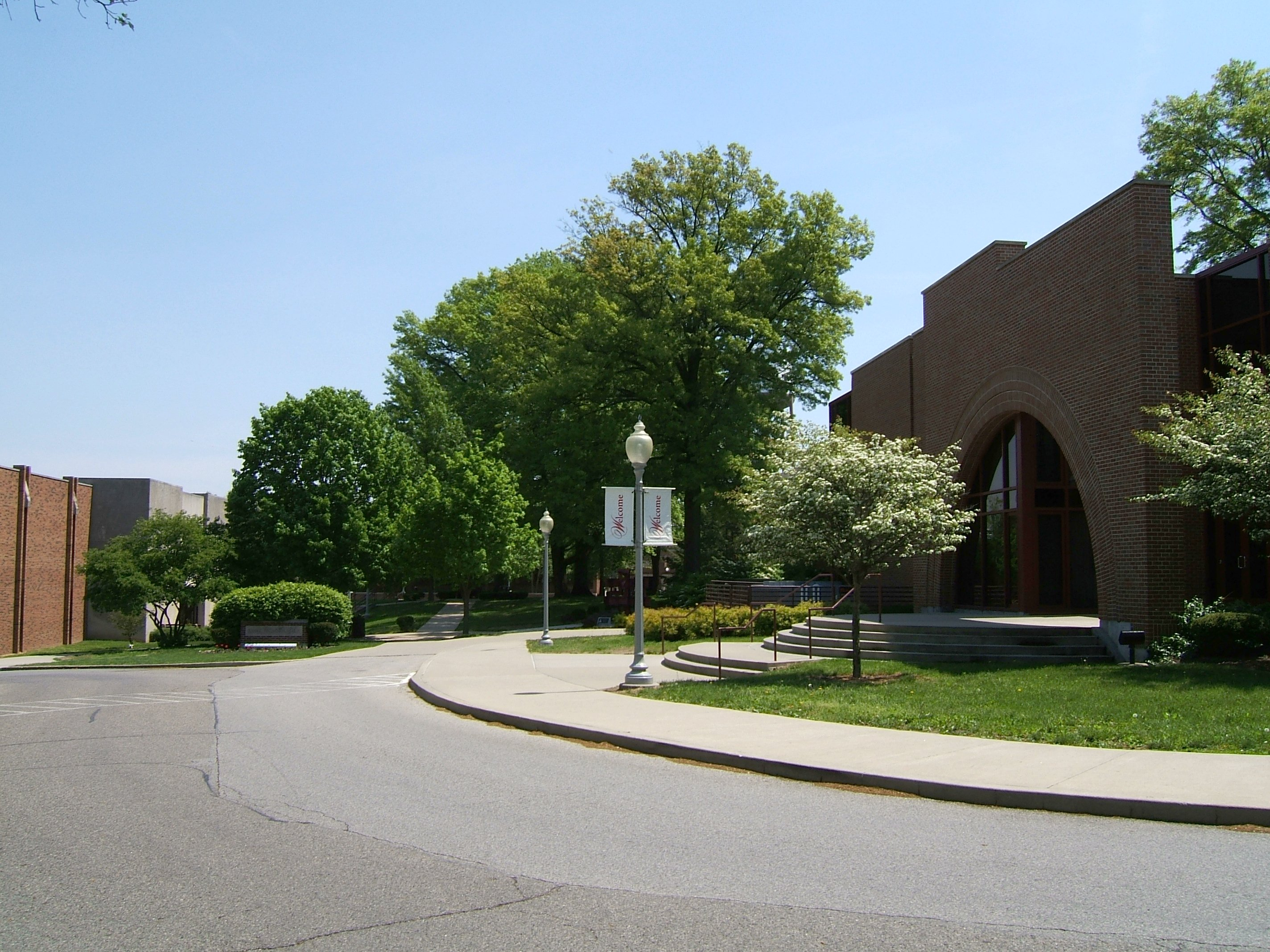
大學庭院“Root Quadrangle”，周圍的建築是“Logan Library”（左）和“Olin Hall”（右）

羅斯-豪曼理工學院（Rose–Hulman Institute of Technology，縮寫：RHIT，原稱：Rose Polytechnic Institute），又译洛斯-胡曼理工學院、羅斯-霍曼理工学院，是位於美國印第安納州特雷霍特的一所私立大學，由美國商人昌西·羅斯（Chauncey Rose）和他的九位朋友創立於1874年，1883年開課。 1917年搬至現址，1971年為了獲得霍曼家族的捐助而更現名。2015年《美國新聞與世界報道》未將其列入整體排名，但在全美大學部工程科系排為第一名。

## 外部連結
- 官方网站
- Official athletics website （页面存档备份，存于）

39°28′58″N 87°19′26″W / 39.482716°N 87.323998°W